# Jynx (zoologia)
Jynx Linnaeus, 1758 è un genere di uccelli della famiglia dei Picidi.

## Etimologia
Il nome Jynx deriva dal greco antico ἴυγξ (íunx), che indicava il torcicollo eurasiatico (Jynx torquilla); etimologicamente, questo vocabolo proviene dal verbo ἰύζω (iúzō), che significa "urlare", "gridare". Il nome Iynx era portato, nella mitologia greca, dalla ninfa Iunce, figlia di Pan e di Eco, che fece innamorare Zeus di Io e venne per questo trasformata da Era in un torcicollo.

## Tassonomia
Il genere comprende le seguenti due specie:
- Jynx ruficollis Wagler, 1830
- Jynx torquilla Linnaeus, 1758